# فارسان
فارسان (بالفارسية: فارسان) هي مدينة في محافظة تشهارمحال وبختياري ومركز مدينة فارسان في إيران. يقدر عدد سكانها بـ 28,013 نسمة .